# Accord Laval-Kaufmann
L'accord Laval-Kaufmann, pris le 22 novembre 1942 et signé le 23 janvier 1943, entre le Troisième Reich et le Régime de Vichy est un accord de mise à disposition de facto d'une partie de la flotte de marine marchande française aux puissances de l'Axe.
Cet accord suit celui signé à Nevers le 28 août 1942 par lequel le président Pierre Laval remet à leurs "légitimes propriétaires" 29 navires danois, hollandais, norvégiens, belges ou grecs.

## Contexte
L'approvisionnement des troupes allemandes et italiennes en Afrique du Nord est devenu critique dès l'été 1941 à cause des pertes de navires dues aux sous-marins, avions et chasse et mines. Berlin, se rendant compte de la faiblesse italienne à maintenir les routes maritimes en mer Méditerranée, commence à mettre la pression sur le gouvernement français de Vichy. La France avait déjà livré à l'Allemagne une cinquantaine de navires appartenant à des pays belligérants et s'étant réfugiés dans des ports de la France non occupée et d'Afrique française du Nord dont certains transmis à l'Italie car l'Allemagne n'avait pas assez de personnel pour fournir les équipages.

## L'accord de Nevers
Durant les négociations de Wiesbaden du 21 décembre 1941, les Allemands exigent, en tant que puissance occupante des pays concernés, la cession de 125 000 tonneaux de navires danois et norvégiens. Le gouvernement de l'amiral François Darlan rejette cette demande.
À l'été 1942, les Allemands reviennent à la charge en exigent 135 000 tonneaux tandis que les Italiens réclament les navires grecs toujours aux mains des Français. L'ouverture du front de la mer Noire permettent aux Allemands d'invoquer que ces navires doivent contribuer à la lutte contre le bolchévisme.
Dans les négociations du 26 et 27 août 1942 à Nevers le Gauleiter Karl Kaufmann, nommé commissaire du Reich pour le transport maritime le 30 mai 1942 quantifie les besoins à 200 000 tonneaux. Si les navires étrangers ne peuvent remplir ce besoin il doit être complété par des navires français.
Le président du conseil Pierre Laval signe, le 28 août, cet accord pour restituer 29 navires étrangers pour un total de 115 000 tonneaux.
Le 8 novembre 1942 commence l'invasion anglo-américaine en Afrique du Nord (opération Torch). Seuls six navires auront rallié les ports italiens avant le 8 novembre.
Le lendemain, plus de 150 navires marchands français sont bloqués en Zone Libre (port de Marseille et Étang de Berre essentiellement) représentant près de 700 000 tonneaux.

## Demande allemande de novembre 1942
Lorsque l'annexion de la Zone libre française est achevée par la Wehrmacht et l'armée italienne (opération Anton du 10 et 11 novembre) les Allemands exigent, le 20 novembre, de pouvoir affréter cette flotte désormais inutile à la France. Pierre Laval accède oralement à cette demande par le principe de la collaboration. Dès le 21 novembre, les amiraux allemands décident de se préparer à la saisie par la force dans le cas où le gouvernement de Vichy désavouerait Pierre Laval. Ils envoient aussi vers Marseille les 150 officiers et les 750 hommes rendus disponibles par une première annulation le 16 de l'occupation de l'Espagne (opération Gisela (en)) et font mettre une garde armée à bord des navires.
Cette précaution ne fut pas nécessaire. Pierre Laval donne son accord verbal puis, dans une lettre adressée à Hitler le 22 novembre, fait part de sa décision de contribuer à la reconquête de l'Afrique du Nord en lui octroyant 158 navires de commerce français (près de 650 000 tonneaux). Les navires seront mis à la disposition de l'Axe avec, si possible, leur équipage habituel ou en recourant à des volontaires. Si aucune de ces dispositions n'était possible, l'État accepterait que les navires soient armés par des équipages allemands.
Il est à noter que le nouveau secrétaire d'État à la Marine, l'amiral Abrial, n'a pas été informé de cette décision.

## Accord définitif
Le 1er décembre, une réunion germano-italienne a lieu à Rome, réunissant Hermann Göring, le maréchal Albert Kesselring, le feld-maréchal Erwin Rommel, le commissaire du Reich Karl Kaufmann et le chef d'état-major des Forces armées italiennes Ugo Cavallero et l'amiral Arturo Riccardi chef d'état-major de la Regia Marina pour établir la répartition de la flotte française.
C'est seulement le 23 janvier 1943 que l'accord est définitivement signé à Paris entre le directeur de la marine marchande Louis Nicol et le commissaire du Reich Karl Kaufmann. Cet accord est devenu connu comme l'Accord d'affaires Laval (ou Accord Laval-Kaufmann).
Il stipule que 159 navires de commerce sont transférés à l'Allemagne (31 navires à passagers, 112 cargos et 16 pétroliers). La proposition de Pierre Laval de laisser les navires sous pavillon français avec des équipages français n'est pas retenue. Beaucoup de marins français, à part les volontaires, n'ont pas envie de naviguer pour l'occupant et leur loyauté peut rester douteuse surtout après l'adhésion des territoires français libérés en Afrique. Une partie des navires est transférée à l'Italie et baptisé avec des noms de villes italiennes.

## Liste des navires
Mouilleurs de mines :
- Navire frigorifique Kita - Brandenburg
- Cargo Guyane - Niedersachsen
- Bananier Belain d'Esnambuc - Pommern

Autres navires  :
- Paquebot-mixte Mayenne [2]
- Paquebot André Breton [3]
- Paquebot Providence [4]
- Paquebot Ville d'Alger
- Paquebot Gouverneur Général Tirman - Tübingen [5]
- Cargo Charles Boivin [6]
- Ferry Versailles